# Novosedly (nádraží)
Novosedly jsou železniční stanice, která se nachází v jižní části obce Novosedly v okrese Břeclav. Stanice leží v km 117,468 jednokolejné trati Břeclav–Znojmo mezi stanicemi Mikulov na Moravě a Hrušovany nad Jevišovkou-Šanov.

## Historie
Stanice s německým názvem Neusiedl-Dürnholz byla zprovozněna 30. prosince 1872, tedy současně se zahájením provozu na trati z Břeclavi do Hrušovan nad Jevišovkou–Šanova. 8. prosince 1873 byl zahájen provoz na trati z Novosedel do Zellerndorfu, ale už k 5. říjnu 1930 byla tato - tehdy už mezistátní – trať zrušena.
Od roku 1945 se používalo pojmenování stanice Novosedly-Drnholec, pak od roku 1961 Novosedly.

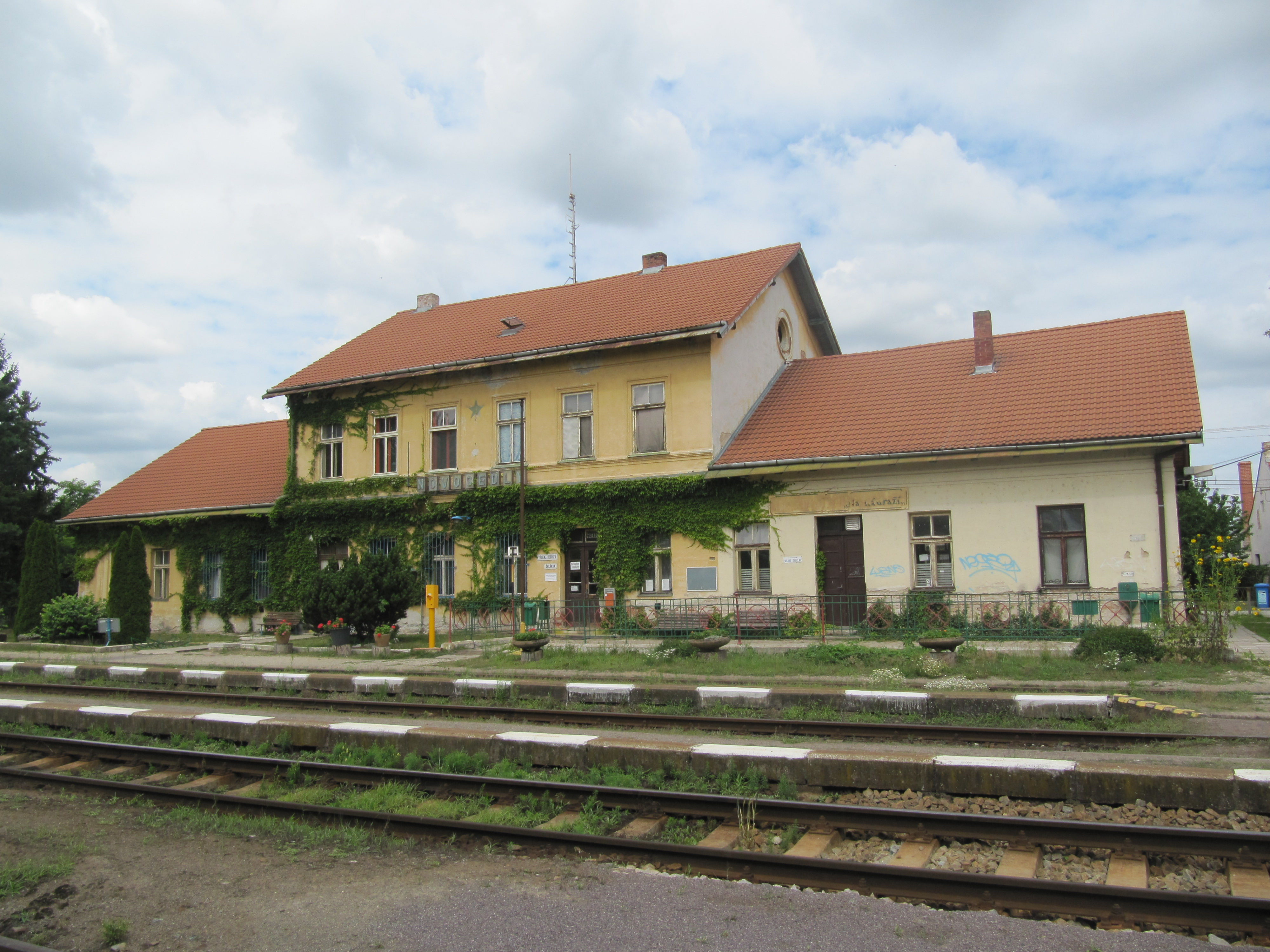
Výpravní budova v roce 2012, ještě s bočními křídly

V letech 2021–2023 proběhla celková rekonstrukce výpravní budovy stanice, v rámci které byla zbourána nepotřebná boční křídla. Opraveny byly také plochy kolem budovy, v přízemí byla zachována a opravena čekárna pro cestující, dopravní kancelář, místnost pro sdělovaví a zabezpečovací zařízení. V patře byly opraveny dva byty.

## Popis stanice
Stanice je vybavena staničním zabezpečovacím zařízením 2. kategorie - nouzové přenosné staniční zabezpečovací zařízení, které je upraveno pro trvalý provoz. Provoz ve stanici řídí místně výpravčí z dopravní kanceláře ve výpravní budově. V dopravním kanceláři je rovněž stanoviště dozorce výhybek St II, druhý dozorce výhybek má pracoviště na St I na mikulovském zhlaví.
Všechny výhybky a výkolejky jsou ručně přestavované, stanice má světelná vjezdová návěstidla a na každém zhlaví jen jedno skupinové odjezdové návěstidlo (SM směr Mikulov a LH směr Hrušovany). Protože hlavní návěstidla nenávěstí rychlost v obvodu výhybek, je traťová rychlost v obvodu stanice snížena na 40 km/h. Zabezpečovací zařízení neumožňuje současné vjezdy vlaků.

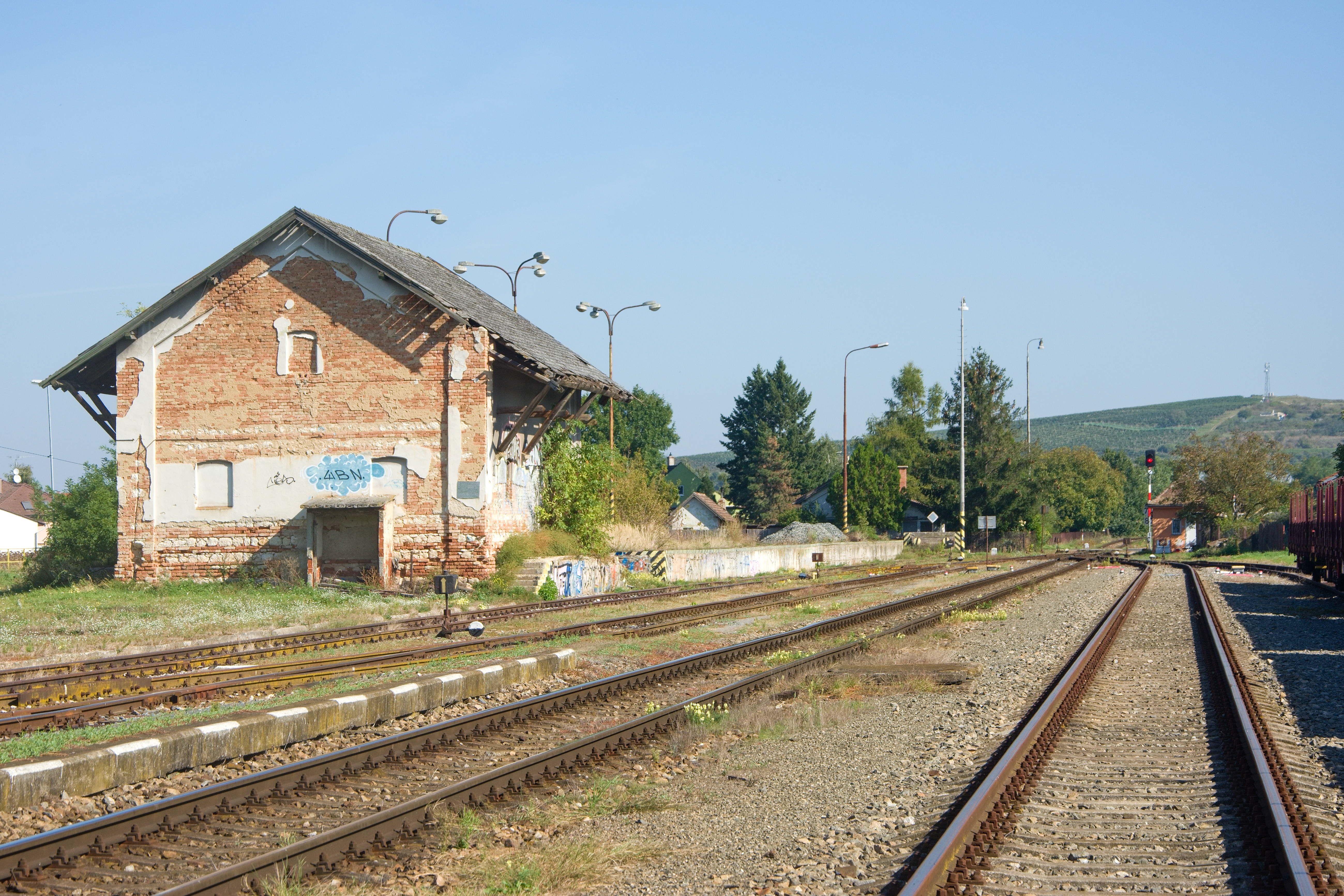
Mikulovské zhlaví, vlevo skladiště, vpravo v pozadí skupinové odjezdové návěstidlo SM a stanoviště St I

Ve stanici jsou čtyři dopravní koleje (od budovy číslované 2, 1, 3 a 5), přímo u budovy je ještě manipulační kolej č. 4. Vnitřní jednostranná nástupiště jsou zřízena u kolejí č. 2 (s délkou 156 m, nástupní hrana ve výšce 200 mm nad temenem kolejnice) a č. 1 (200 m, 250 mm). Přístup na nástupiště je úrovňový přes koleje.
Jízdy vlaků mezi Novosedly a Mikulovem na Moravě jsou zabezpečovány pomocí automatického hradla typu AH-ESA-07, mezistaniční úsek je rozdělen na dva traťové oddíly pomocí automatického hradla Březí. Volnost traťových oddílů je zjišťována pomocí počítačů náprav Siemens FAdC. V základní poloze je traťový souhlas udělen pro směr z Mikulova na Moravě do Novosedel. V úseku Novosedly – Hrušovany nad Jevišovkou-Šanov jsou jízdy vlaků zabezpečeny pomocí telefonického dorozumívání. Před modernizací traťového zabezpečovacího zařízení, které proběhlo v roce 2018, bylo telefonické dorozumívání i v úseku Novosedly – Mikulov na Moravě.
Na mikulovském záhlaví stanice se v km 117,172 nachází přejezd P7111, který je vybaven světelným přejezdovým zabezpečovacím zařízením (PZZ) bez závor. Na tomto přejezdu trať kříží silnice III/4144 z Novosedel do Nového Přerova.